# Gonzalo Nicolás Martínez
Gonzalo Nicolás Martínez, conosciuto anche come Pity Martínez (Guaymallén, 13 giugno 1993) è un calciatore argentino, centrocampista del River Plate.

## Caratteristiche tecniche
È un trequartista che ha una grande tecnica di base, dispone di un ottimo dribbling e una buona velocità, mentre tra i punti deboli ha la fisicità e il colpo di testa.

## Carriera

### Club
Dopo aver disputato 4 stagioni per l'Huracán, nel 2015 si trasferisce al River Plate, divenendo presto elemento fondante del centrocampo degli argentini. Il 24 gennaio 2019 passa all'Atlanta United. Il 7 settembre 2020 passa ai sauditi dell'Al-Nassr.

### Nazionale
Il 17 agosto 2018 viene convocato per la prima volta in nazionale maggiore dal neo-CT Lionel Scaloni. Debutta con gol (su rigore al 27º minuto) nella vittoria per 3-0 contro il Guatemala.

## Statistiche

### Presenze e reti nei club
Statistiche aggiornate al 17 agosto 2025.
| Stagione              | Squadra               | Campionato            | Campionato | Campionato | Coppe nazionali | Coppe nazionali | Coppe nazionali | Coppe continentali | Coppe continentali | Coppe continentali | Altre coppe   | Altre coppe | Altre coppe | Totale | Totale |
| Stagione              | Squadra               | Comp                  | Pres       | Reti       | Comp            | Pres            | Reti            | Comp               | Pres               | Reti               | Comp          | Pres        | Reti        | Pres   | Reti   |
| --------------------- | --------------------- | --------------------- | ---------- | ---------- | --------------- | --------------- | --------------- | ------------------ | ------------------ | ------------------ | ------------- | ----------- | ----------- | ------ | ------ |
| 2012-2013             | Huracán               | BN                    | 7          | 0          | CA              | 0               | 0               | -                  | -                  | -                  | -             | -           | -           | 7      | 0      |
| 2013-2014             | Huracán               | BN                    | 29         | 4          | CA              | 4               | 2               | -                  | -                  | -                  | -             | -           | -           | 33     | 6      |
| 2014                  | Huracán               | BN                    | 21         | 4          | -               | -               | -               | -                  | -                  | -                  | -             | -           | -           | 21     | 4      |
| Totale Huracan        | Totale Huracan        | Totale Huracan        | 57         | 8          |                 | 4               | 2               |                    | -                  | -                  |               | -           | -           | 61     | 10     |
| 2015                  | River Plate           | PD                    | 25         | 4          | CA              | 2               | 0               | CL+CS              | 12+5               | 0+0                | SA+RS+CmC+CSB | 1+2+1+1     | 0+0+0+1     | 49     | 5      |
| 2016                  | River Plate           | PD                    | 14         | 3          | CA              | 6               | 1               | CL                 | 3                  | 0                  | RS            | 2           | 0           | 25     | 4      |
| 2016-2017             | River Plate           | PD                    | 28         | 7          | CA              | 5               | 3               | CL                 | 11                 | 0                  | SA            | 1           | 0           | 45     | 10     |
| 2017-2018             | River Plate           | PD                    | 21         | 6          | CA              | 3               | 2               | CL                 | 10                 | 3                  | SA            | 1           | 1           | 35     | 12     |
| 2018-gen. 2019        | River Plate           | PD                    | 7          | 2          | CA              | 0               | 0               | CL                 | -                  | -                  | CmC           | 2           | 2           | 9      | 4      |
| 2019                  | Atlanta United        | MLS                   | 32+2       | 5          | USOC            | 5               | 2               | CCL                | 4                  | 0                  | CC            | 1           | 0           | 44     | 7      |
| feb.-mag. 2020        | Atlanta United        | MLS                   | 4          | 2          | -               | -               | -               | CCL                | 3                  | 2                  | MisB          | 3           | 0           | 10     | 4      |
| Totale Atlanta United | Totale Atlanta United | Totale Atlanta United | 36+2       | 7          |                 | 5               | 2               |                    | 7                  | 2                  |               | 4           | 0           | 54     | 11     |
| 2020-2021             | Al-Nassr              | SPL                   | 18         | 3          | KCC+KCC         | 2+1             | 1+0             | ACL                | 7                  | 1                  | SS            | 1           | 0           | 29     | 5      |
| 2021-2022             | Al-Nassr              | SPL                   | 18         | 8          | KCC             | 2               | 0               | -                  | -                  | -                  | -             | -           | -           | 20     | 8      |
| 2022-2023             | Al-Nassr              | SPL                   | 7          | 0          | KCC             | 1               | 0               | -                  | -                  | -                  | SS            | 1           | 0           | 9      | 0      |
| Totale Al Nassr       | Totale Al Nassr       | Totale Al Nassr       | 43         | 11         |                 | 6               | 1               |                    | 7                  | 1                  |               | 2           | 0           | 58     | 13     |
| 2023                  | River Plate           | PD                    | 0          | 0          | CA+CdL          | 0+8             | 0+1             | CL                 | -                  | -                  | -             | -           | -           | 8      | 1      |
| 2024                  | River Plate           | PD                    | 9          | 1          | CA+CdL          | 0+0             | 0+0             | CL                 | 1                  | 0                  | -             | -           | -           | 10     | 1      |
| 2025                  | River Plate           | PD                    | 9          | 0          | CA              | 1               | 0               | CL                 | 0                  | 0                  | SI+CmC        | 1+2         | 0           | 13     | 0      |
| Totale River Plate    | Totale River Plate    | Totale River Plate    | 112        | 23         |                 | 32              | 7               |                    | 42                 | 3                  |               | 14          | 4           | 200    | 37     |
| Totale carriera       | Totale carriera       | Totale carriera       | 250        | 41         |                 | 47              | 12              |                    | 56                 | 6                  |               | 20          | 4           | 373    | 63     |

### Cronologia presenze e reti in nazionale
| Cronologia completa delle presenze e delle reti in nazionale ― Argentina | Cronologia completa delle presenze e delle reti in nazionale ― Argentina | Cronologia completa delle presenze e delle reti in nazionale ― Argentina | Cronologia completa delle presenze e delle reti in nazionale ― Argentina | Cronologia completa delle presenze e delle reti in nazionale ― Argentina | Cronologia completa delle presenze e delle reti in nazionale ― Argentina | Cronologia completa delle presenze e delle reti in nazionale ― Argentina | Cronologia completa delle presenze e delle reti in nazionale ― Argentina |
| Data                                                                     | Città                                                                    | In casa                                                                  | Risultato                                                                | Ospiti                                                                   | Competizione                                                             | Reti                                                                     | Note                                                                     |
| ------------------------------------------------------------------------ | ------------------------------------------------------------------------ | ------------------------------------------------------------------------ | ------------------------------------------------------------------------ | ------------------------------------------------------------------------ | ------------------------------------------------------------------------ | ------------------------------------------------------------------------ | ------------------------------------------------------------------------ |
| 7-9-2018                                                                 | Los Angeles                                                              | Argentina                                                                | 3 – 0                                                                    | Guatemala                                                                | Amichevole                                                               | 1                                                                        | 56’                                                                      |
| 12-9-2018                                                                | East Rutherford                                                          | Colombia                                                                 | 0 – 0                                                                    | Argentina                                                                | Amichevole                                                               | -                                                                        | 46’                                                                      |
| 22-3-2019                                                                | Madrid                                                                   | Argentina                                                                | 1 – 3                                                                    | Venezuela                                                                | Amichevole                                                               | -                                                                        | 46’                                                                      |
| Totale                                                                   |                                                                          | Presenze                                                                 | 3                                                                        |                                                                          | Reti                                                                     | 1                                                                        |                                                                          |

## Palmarès

### Club

#### Competizioni nazionali
- Copa Argentina: 3

Huracán: 2013-2014
River Plate: 2015-2016, 2016-2017
- Supercopa Argentina: 2

Huracán: 2014
River Plate: 2017
- U.S. Open Cup: 1

Atlanta United: 2019
- Supercoppa saudita: 1

Al Nassr: 2020
- Trofeo de Campeones de la Liga Profesional: 1

River Plate: 2023

#### Competizioni internazionali
- Recopa Sudamericana: 2

River Plate: 2015, 2016
- Coppa Libertadores: 2

River Plate: 2015, 2018
- Coppa Suruga Bank: 1

River Plate: 2015
- Campeones Cup: 1

Atlanta United: 2019
- Coppa dei Campioni araba per club: 1

Al-Nassr: 2022-2023

### Individuale
- Calciatore sudamericano dell'anno: 1

2018